# Учень (фільм, 2016)
«Учень» (рос. «Ученик») — російський драматичний фільм, знятий Кирилом Серебренніковим за п'єсою «Мученик» Маріуса фон Майєнбурга. Світова прем'єра стрічки відбулась 13 травня 2016 року на Каннському кінофестивалі. Фільм розповідає про школяра Веніаміна, який захоплюється релігією і стає фундаменталістом-самоучкою.

## У ролях
- Петро Скворцов — Веніамін Южін
- Вікторія Ісакова — Олена Львівна Краснова
- Юлія Ауг — Інга Южіна
- Олександр Горчілін — Григорій Зайцев
- Олександра Ревенко — Лідія Ткачова
- Антон Васильєв — Олег Іванович Сельненко
- Микола Рощин — отець Всеволод
- Світлана Брагарнік — Людмила Іванівна Стукаліна
- Ірина Рудницька — Ірина Петрівна

## Виробництво

### Розробка
Сценарій фільму був написаний Кирилом Серебренніковим на основі п'єси «Мученик» Маріуса фон Майєнбурга. Він переніс дію з Німеччини в російську дійсність, у рядову загальноосвітню школу. У 2015 році п'єса була поставлена Серебренніковим в московському «Гоголь-центрі».

### Кастинг
У фільмі зіграли ті ж актори, що і в спектаклі, окрім виконавця головної ролі: замість Микити Кукушкіна в фільмі з'явився Петро Скворцов, більше схожий на старшокласника.

### Зйомки
Зйомки «Учня» проходили у серпні 2015 року в Калінінграді, де й відбувається дія фільму.

## Визнання
| Нагороди та номінації фільму «Учень» | Нагороди та номінації фільму «Учень» | Нагороди та номінації фільму «Учень» | Нагороди та номінації фільму «Учень» | Нагороди та номінації фільму «Учень» | Нагороди та номінації фільму «Учень» |
| Рік                                  | Кінопремія / Кінофестиваль           | Категорія / Нагорода                 | Номінант                             | Результат                            | Дж                                   |
| ------------------------------------ | ------------------------------------ | ------------------------------------ | ------------------------------------ | ------------------------------------ | ------------------------------------ |
| 2016                                 | Європейський кіноприз                | Найкращий композитор                 | Ілля Демуцький                       | Перемога                             | [ 3 ]                                |
| 2016                                 | Каннський кінофестиваль              | Найкращий фільм «Особливого погляду» | «Учень»                              | Номінація                            |                                      |
| 2016                                 | Каннський кінофестиваль              | Приз Франсуа Шале                    | «Учень»                              | Перемога                             |                                      |
| 2016                                 | Кінотавр                             | Найкращий фільм                      | «Учень»                              | Номінація                            |                                      |